# Cymiphis watsoni
Cymiphis watsoni är en spindeldjursart som först beskrevs av Hirschmann 1966.  Cymiphis watsoni ingår i släktet Cymiphis och familjen Ologamasidae. Inga underarter finns listade i Catalogue of Life.